# Вултурар, Кэтэлин
Кэтэлин Алин Вултурар (рум. Cătălin Alin Vulturar; 9 марта 2004, Арад) — румынский футболист, полузащитник бухарестского «Рапида» и молодёжной сборной Румынии. Выступает на правах аренды за клуб «УТА».

## Клубная карьера
Кэтэлин Вултурар родился в городе Арад и является воспитанником местного клуба УТА, где он начинал играть с молодёжного состава. Уже в возрасте 14-ти лет Вултурар дебютировал в основном составе в турнире Второго дивизиона чемпионата Румынии.
Игра молодого футболиста привлекла внимание европейских клубов. В услугах Вултурара проявляли интерес румынский клуб «Стяуа». Футболист проходил просмотры и пробы в клубах «Барселона» и «Ливерпуль». Наконец, в 2020 году Вулуьтурар подписал контракт с итальянским клубом «Лечче», где продолжил выступления в молодёжной команде. Трансфер Вултурара стал самым дорогим в истории клуба УТА.
В октябре 2021 года английское издание The Guardian признало Кэтэлина Вултурара одним из лучших игроков 2004 года рождения. В дальнейшем румынский футболист стал капитаном молодежной команды «Лечче».

## Карьера в сборной
С 2016 года Кэтэлин Вултурар защищает цвета юношеских сборных Румынии.

## Достижения
«УТА» (Арад)
- Победитель Второй лиги Румынии: 2019/20